# Pete Chilcutt
Peter Shawn « Pete » Chilcutt, né le 14 septembre 1968 à Sumter, en Caroline du Sud, est un ancien joueur américain de basket-ball. Il évolue au poste d'ailier fort.

## Palmarès
- Champion NBA 1995 avec les Rockets de Houston